# Autoblinda 41
Az Autoblinda 41 (rövidítve AB 41) egy olasz gyártmányú páncélgépkocsi volt, melyet a második világháború alatt használtak. Fegyverzete egy darab 20 mm-es Breda 35 gépágyúból, egy darab párhuzamosított 8 mm-es Breda 38 géppuskából és egy darab, a páncéltest hátulján elhelyezett 8 mm-es Breda 38 géppuskából állt. Lövegtornya hasonló volt a Fiat L6/40 könnyűpáncéloson alkalmazotthoz.

## Leírás
Az AB 41 (jelölése a sorozatgyártás első évéből ered) a géppuskákkal felfegyverzett Autoblinda 40 páncélautón alapult. Páncélzatát szegecseléssel készítették, összkerékhajtású, minden kereke kormányzott volt, mely problémásnak bizonyult. Pótkerekeit a jármű két oldalán helyezték el úgy, hogy azok foroghassanak, és segítsék a járművet nagyobb akadályok leküzdése során. A járművet elláthatták olyan kerekekkel, melyek a vasúton történő haladást tették lehetővé, illetve készült olyan módosított változata, melyet még homokot tartalmazó tartállyal és tolólappal is felszereltek. Ezek jelölése az AB 41 Ferroviara volt.
Sebességváltója hat előre és négy hátra sebességfokozattal rendelkezett, vezetői pozíciót elöl és hátul is kialakítottak, így a kezelőszemélyzet közül kettő vezető. Összességében az AB 40/41 járműcsalád igen jól sikerült, csúcssebessége 70 km/h, páncélzata kielégítő (a homlokpáncél 15 mm vastag), terepjáró képessége jó, ugyanakkor olyan hibái is voltak, mint a nehezen hozzáférhető motor, páncélozatlan üzemanyagtartály, egyfős torony, a motortér nem került elválasztásra a küzdőtértől. Ennek ellenére az AB 41 a kor egyik legjobb páncélgépkocsija volt. Alvázát később alapul használták az AS 42 Sahariana járműnek. Összesen nagyjából 550 darab készült. Az olaszok tervezték az AB 41 felszerelését egy 47 mm-es páncéltörő löveggel, melynek jelölése az AB 43 lett volna, de az 1943-ban aláírt fegyverletételi szerződés meghiúsította ezeket a terveket.

## Harctéri alkalmazás
A második világháború alatt az AB 41-es bevetették Észak-Afrikában, a Balkánon, Olaszországban, Magyarországon és a Keleti fronton is. Az olaszok az AB 41-est csak a lovassághoz, az olasz afrikai rendőrséghez és a Bersaglieri egységhez osztották be. Ezen kívül 3-4 századnyi felderítő zászlóaljba (vagy lovassági csoportba) szervezték a járműveket. Egyes páncélgépkocsis század 3 páncélgépkocsis szakaszból állt, szakaszonként 4 páncélgépkocsival, egy páncélautóval rendelkezett a századparancsnok és egy jármű javadalmazott a század főhadiszállásának. Minden egyes teljesen felszerelt páncélgépkocsis század kiválóan alkalmasnak bizonyult felderítési, kísérési és őrzési feladatok ellátására.
Az AB 41-et könnyen lehetett üzemeltetni bármilyen terepviszonyok között. Sivatagi körülményekhez speciális kerekekkel lehetett ellátni, fel lehetett szerelni vasúti kerekekkel és extra világítással. A vasúti változatokat általában partizánelhárító feladatokra használták a Balkánon. Az olasz fegyverletétel után a németek 57 darabot zsákmányoltak a típusból, majd további 120 darabot gyártottak belőle. Német hadrendben Panzerspähwagen AB41 201(i) jelöléssel üzemeltették.

## Galéria

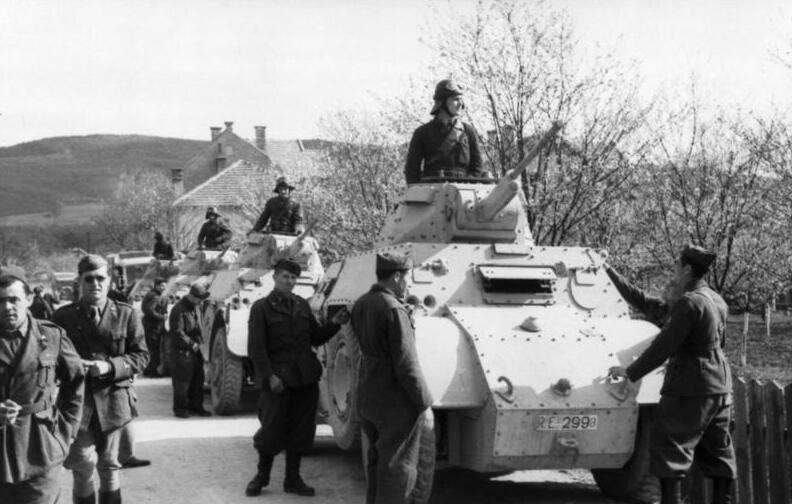
Olasz Autoblinda 40/41 páncélkocsik oszlopa a Balkánon 1942-ben.
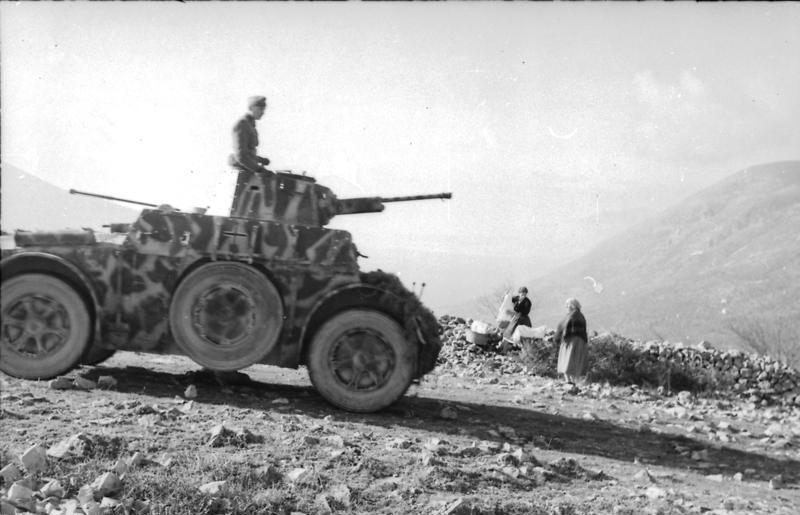
AB 41 páncélozott autó az olasz hegyekben.
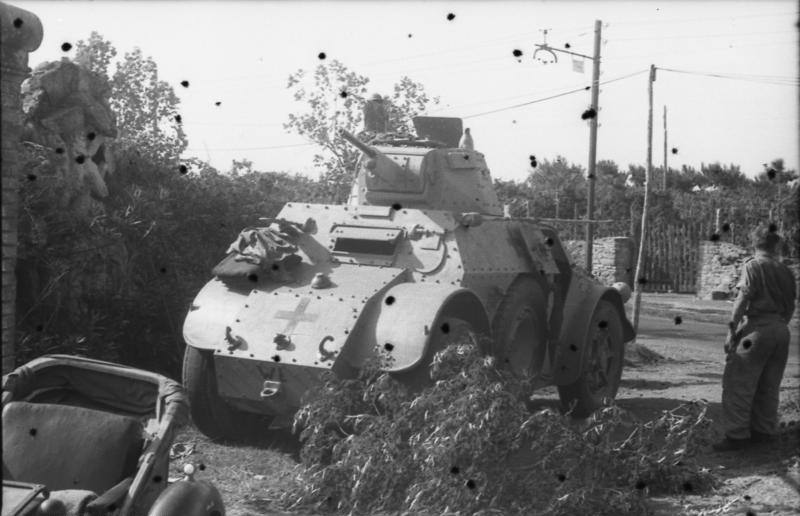
Lefoglalt AB 41-es olasz páncélkocsi a Wehrmacht szolgálatában (1943. szeptembere/októbere).
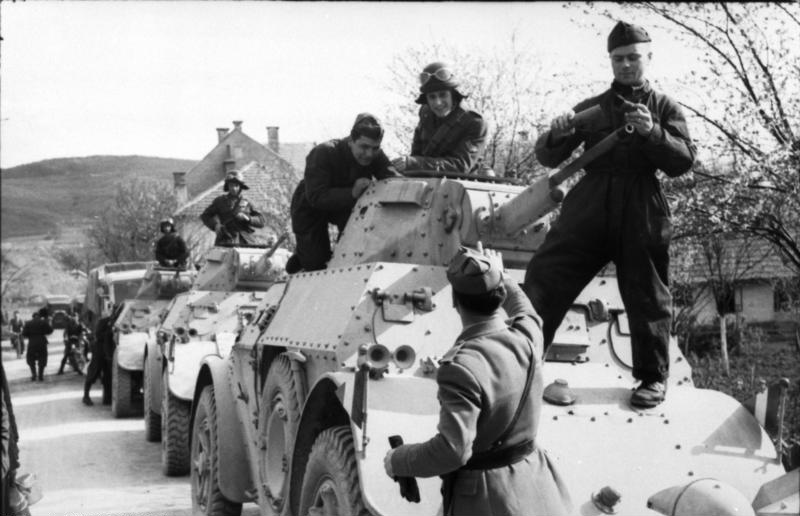
AB 41-es a Balkánon 1942-ben.
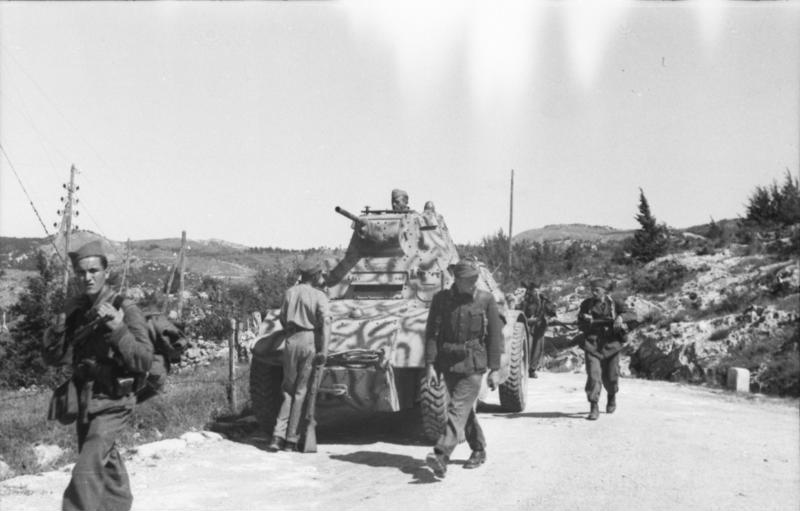
Az AB 41 rendőrségi műveletben Jugoszláviában.
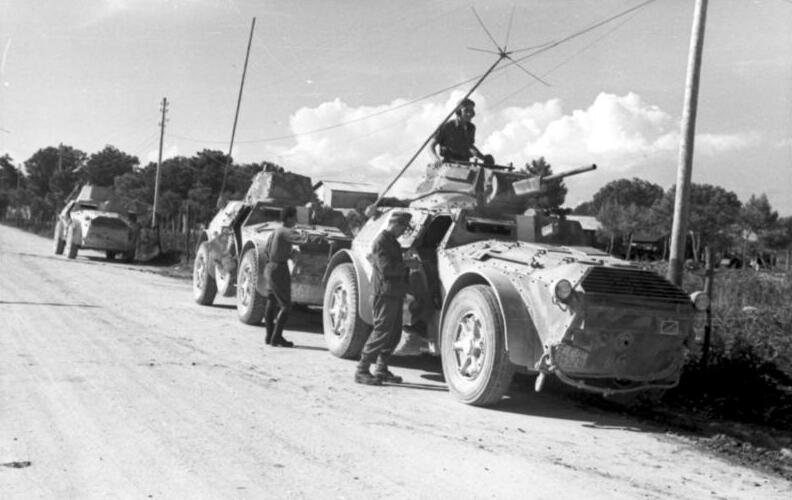
AB 41 a Balkáni hadműveletek közben.
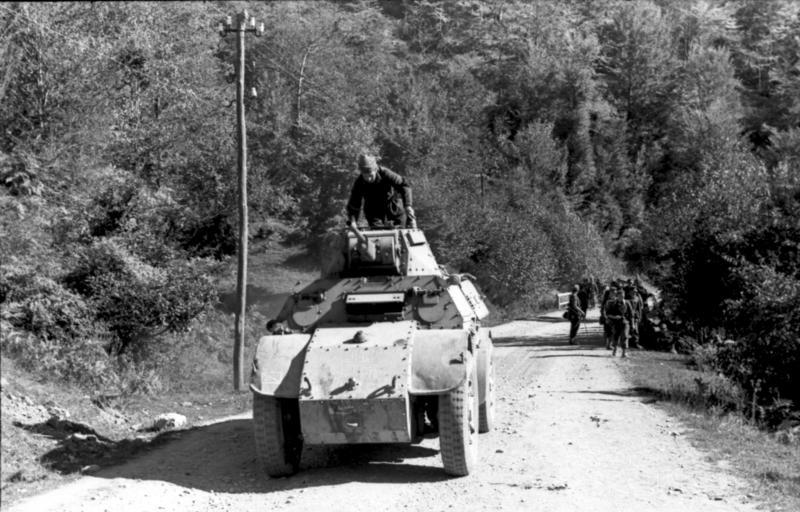
AB 41 Albániában.
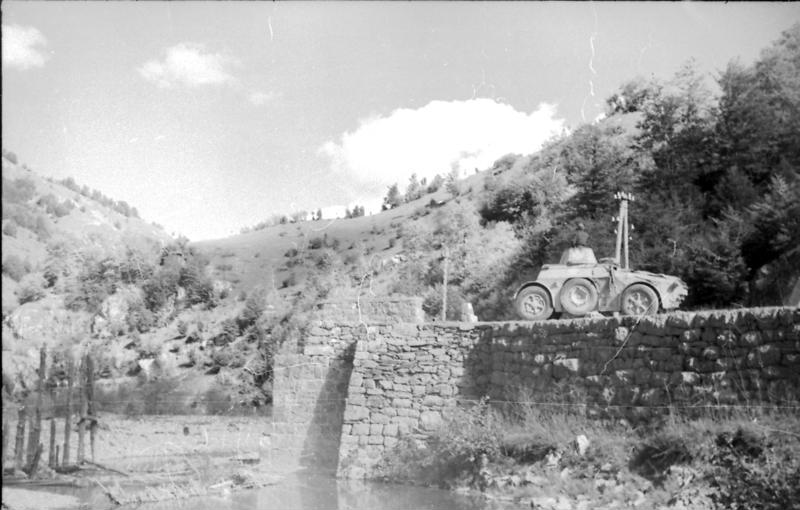
AB 41 Albán hegyekben.

## Fordítás
- Ez a szócikk részben vagy egészben  az   AB 41 című angol Wikipédia-szócikk ezen változatának fordításán alapul.  Az eredeti cikk szerkesztőit annak laptörténete sorolja fel. Ez a jelzés csupán a megfogalmazás eredetét és a szerzői jogokat jelzi, nem szolgál a cikkben szereplő információk forrásmegjelöléseként.